# Аргинское сельское поселение (Мордовия)
Аргинское се́льское поселе́ние — упразднённое муниципальное образование в Атюрьевском районе Мордовии Российской Федерации.
Административный центр — село Арга.

## История
Статус и границы сельского поселения установлены Законом Республики Мордовия от 28 декабря 2004 года № 116-З «Об установлении границ муниципальных образований Атюрьевского муниципального района, Атюрьевского муниципального района и наделении их статусом сельского поселения и муниципального района».
Законом от 17 мая 2018 года N 34-З Аргинское сельское поселение и сельсовет были упразднены, а входившие в их состав населённые пункты были включены в состав Каменского сельского поселения и сельсовета с административным центром в селе Каменка.

## Население
| 2002 | 2010 | 2012 | 2013 | 2014 | 2015 | 2016 | 2017 | 2018 |
| ---- | ---- | ---- | ---- | ---- | ---- | ---- | ---- | ---- |
| 315  | ↘271 | ↘253 | ↘245 | ↘232 | ↘226 | →226 | ↘218 | ↘210 |

## Состав сельского поселения
| № | Населённый пункт | Тип населённого пункта       | Население |
| - | ---------------- | ---------------------------- | --------- |
| 1 | Арга             | село, административный центр | ↘100      |
| 2 | Чудинка          | деревня                      | ↘171      |